# Österreichischer Pfadfinderbund
Der Österreichische Pfadfinderbund (ÖPB) ist nach den PPÖ der zweitgrößte Pfadfinderverband in Österreich.  Er hat heute etwa 3000 Mitglieder und arbeitet hauptsächlich in Wien und Niederösterreich und Kärnten, aber auch Oberösterreich und Salzburg. Der interkonfessionelle Verband ist Mitglied in der Österreichischen Bundesjugendvertretung. Der ÖPB ist koedukativ.
Das Bundesausbildungszentrum des ÖPB ist Höflein an der Donau. Die Zentrale ist in Wien.

## Geschichte
Gegründet wurde der ÖPB im Frühjahr 1914 vom Hauptmann a. D. Emmerich Teuber, Vorläufer war ein 1912 gegründeter Verein zur Erstellung und Erhaltung eines Pfadfinderkorps.
Im Ersten Weltkrieg betrieb der Bund Kriegshilfsdienst mit bis zu 300 Jungen täglich. 1922 wurde der Bund in den Weltverband aufgenommen, 1924 nahm er am Jamboree in Kopenhagen teil. Nach dem Ersten Weltkrieg erfolgte eine Abkehr von der jugendpflegerischen Arbeit und übermäßigem Patriotismus und Öffnung für die Jugendbewegung. Katholische Führer des Bundes gründeten 1926 das Österreichische Pfadfinderkorps St. Georg.
1938 wurde der Österreichische Pfadfinderbund nach dem Anschluss Österreichs an das Deutsche Reich verboten.
Kurz nach seiner Wiedergründung 1945 vereinigte er sich  mit dem Österreichischen Pfadfinderkorps St. Georg zu den Pfadfindern Österreichs (PÖ). 1949 spalteten sich einige Führer und Funktionäre von den PÖ ab und gründeten den ÖPB neu. Hauptgrund war der Vorwurf, die PÖ lehne sich zu stark an die römisch-katholische Kirche an.
Seit 1951 sind teilweise die Altpfadfinder (Gilden) des ÖPB und die Altpfadfinderklubs der PÖ zum gemeinsamen Verband der Altpfadfindergilden Österreichs, heute Pfadfinder-Gilde Österreichs, zusammengeschlossen. Im ÖPB sind alle Generationen im Sinne "Einmal Pfadfinder/Pfadfinderin immer Pfadfinder/Pfadfinderin" im Generationendialog in einem gemeinsamen Miteinander tätig.
Der Österreichische Pfadfinderbund und die Pfadfinder und Pfadfinderinnen Österreichs haben 1995 einen Kooperationsvertrag abgeschlossen.

## Altersstufen
Alterssparten genannt:
- Wölflinge (6–11 Jahre)
- Pfadfinder(innen) (11–16 Jahre)
- Rover (16–25 Jahre)
- Gilden (ab 25 Jahre)